# 야마와키 초메노리
야마와키 초메노리(山脇 〆紀, 10월 18일 ~ )는 일본의 성우로, 도쿄도 출신이며, 트리아스 소속했다.